# Sparkasse Spree-Neiße
Die Sparkasse Spree-Neiße (niedersorbisch Žarjabnica Sprjewja-Nysa) ist eine im Bereich des Landkreises Spree-Neiße und der kreisfreien Stadt Cottbus tätige Sparkasse mit Sitz in Cottbus. Träger der Sparkasse ist der Zweckverband für die Sparkasse Spree-Neiße, bestehend aus dem Landkreis Spree-Neiße und der Stadt Cottbus.

## Geschäftsstruktur und Bilanz
Die Sparkasse Spree-Neiße ist in sechs Direktionen mit 40 Geschäftsstellen aufgeteilt, darunter 15 SB-Standorte. Im Jahr 2025 beschäftigt sie 353 Mitarbeiter, darunter 40 Auszubildende. Sie ist heute mit mehr als 123.000 Kunden und einer Bilanzsumme von 4,9 Mrd. Euro das führende Kreditinstitut in der Region. Die sechs Direktionen sind:
- die Direktion Cottbus-Nord mit Geschäftsstellen in Cottbus, Kolkwitz und Burg (Spreewald)
- die Direktion Cottbus-Süd mit Geschäftsstellen in Cottbus
- die Direktion Forst mit Geschäftsstellen in Forst, Döbern und Tschernitz
- die Direktion Guben mit Geschäftsstellen in Guben und Peitz
- die Direktion Spremberg: Geschäftsstellen in Spremberg, Schwarze Pumpe und Drebkau
- die Direktion Kredit

Die Sparkasse Spree-Neiße wies im Geschäftsjahr 2023 eine Bilanzsumme von 4,884 Mrd. Euro aus und verfügte über Kundeneinlagen von 3,975 Mrd. Euro. Gemäß der Sparkassenrangliste 2023 liegt sie nach Bilanzsumme auf Rang 95. Sie unterhält 35 Filialen/Selbstbedienungsstandorte und beschäftigt 356 Mitarbeiter.

## Geschichte
Am 1. Juni 1827 wurde durch den damaligen Kämmerer, Johann Samuel Wenzig, eine Anregung zur Gründung an den Magistrat der Stadt Cottbus geschickt. Darin hieß es „Sie sollte dem Zweck gewidmet sein, bei der ärmeren Klasse der Einwohner den Sinn für Sparsamkeit und die Sorge, im Alter einen Notgroschen zu haben, zu wecken.“ Der Magistrat erarbeitete daraufhin ein Sparkassen-Statut. Dreißg wohlhabende Cottbuser Bürger sowie der Oberbürgermeister bürgten gegenüber der Landesregierung. Am 1. Januar 1830 nahm die Sparkasse in den Räumen des Cottbuser Rathauses mit 189 Kunden und 16.000 Talern ihre Geschäfte auf.
Es kam zur Gründung mehrerer Sparkassen: der Sparkasse in Spremberg (1844), der Sparkasse in Forst (1847), der Kreissparkasse Cottbus (1867) und der Sparkasse in Guben (1883).
Die 1867 gegründete Kreissparkasse Cottbus hatte ihren Sitz zunächst im Ständehaus in der Sandower Straße 54, danach zog ins neu errichtete Kreishaus in der Bahnhofstraße 24, im Jahr 1937 bezog sie die neue Hauptstelle in der Bahnhofstraße 22 (heutiges Stadtmuseum). 1954 erfolgte die Zusammenlegung der Stadtsparkasse und Kreissparkasse zur Stadt- und Kreissparkasse Cottbus.
Durch die Kreisgebietsreform fusionierte die Stadt- und Kreissparkasse am 1. Januar 1995 mit den Sparkassen Forst, Guben und Spremberg zur Sparkasse Spree-Neiße, die das neu errichtete Hauptgebäude am Breitscheidplatz 3 in Cottbus bezog, das im Jahr 2013 durch einen Erweiterungsbau ergänzt wurde.

Historische Bilder der Sparkasse Spree-Neiße
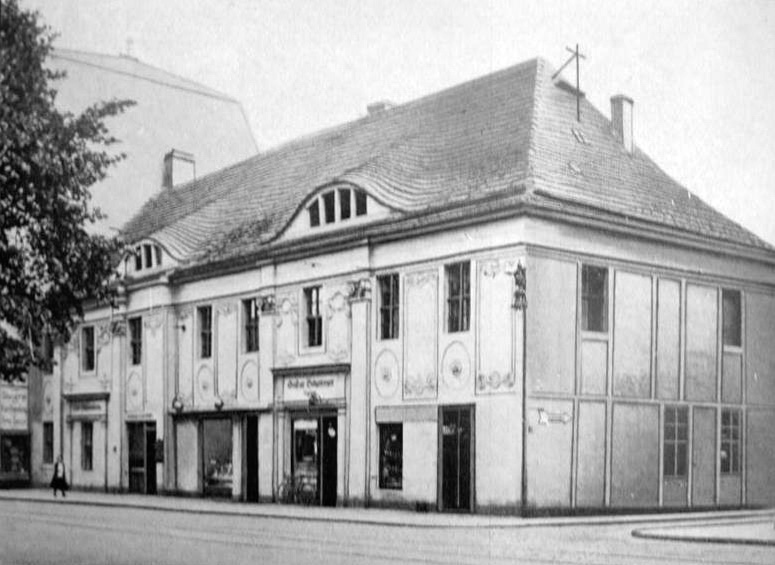
Kreissparkasse Cottbus, Sandower Straße 54
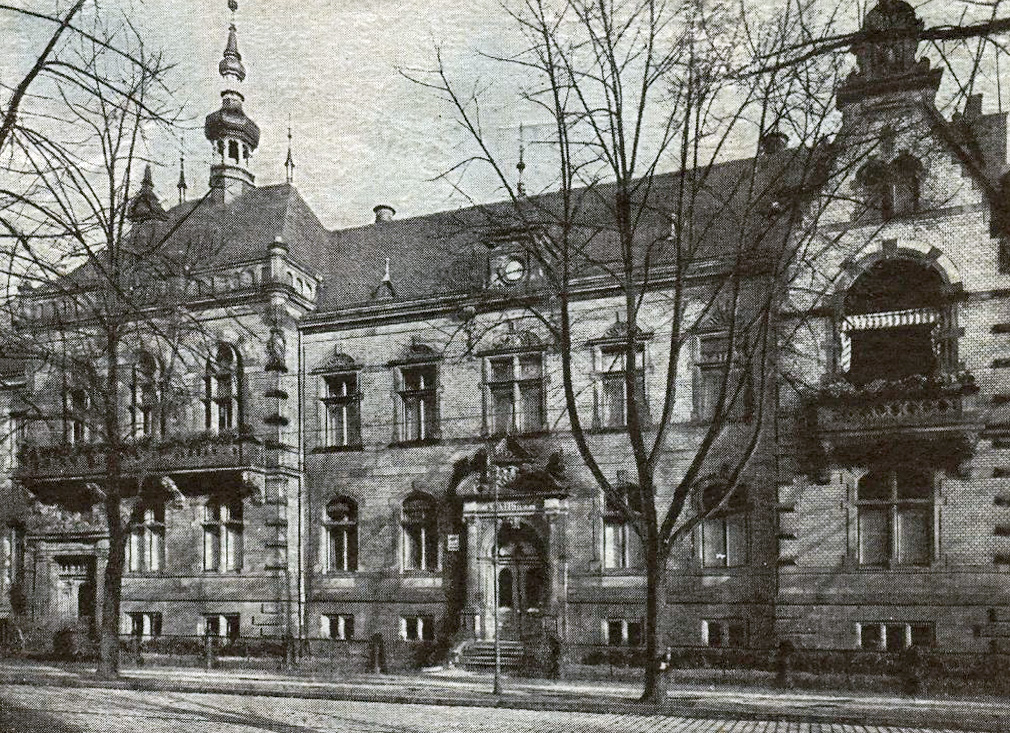
Kreissparkasse Cottbus, Bahnhofstrasse 24 (1892)
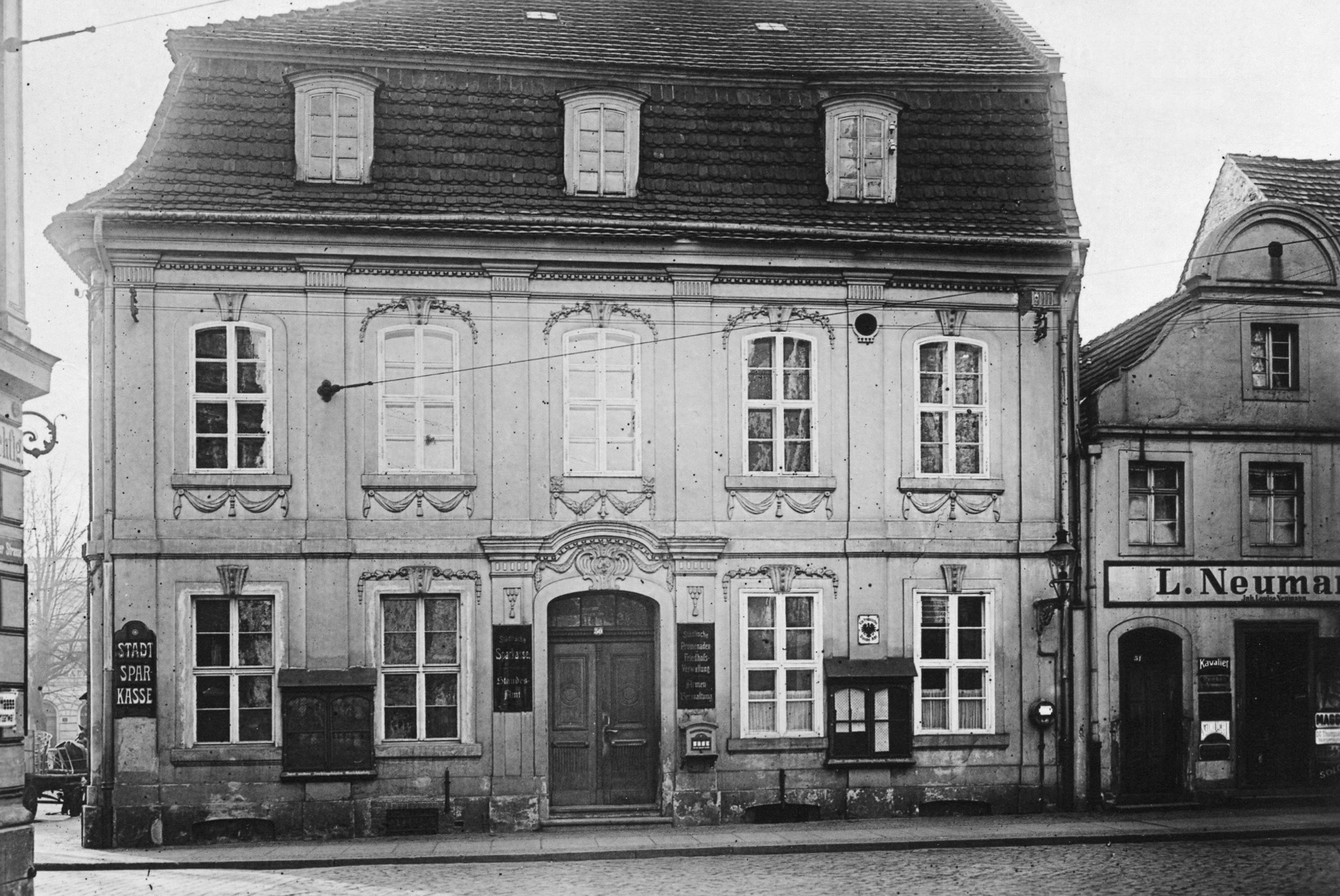
Stadtsparkasse Cottbus, Sandower Straße 50 (1906)
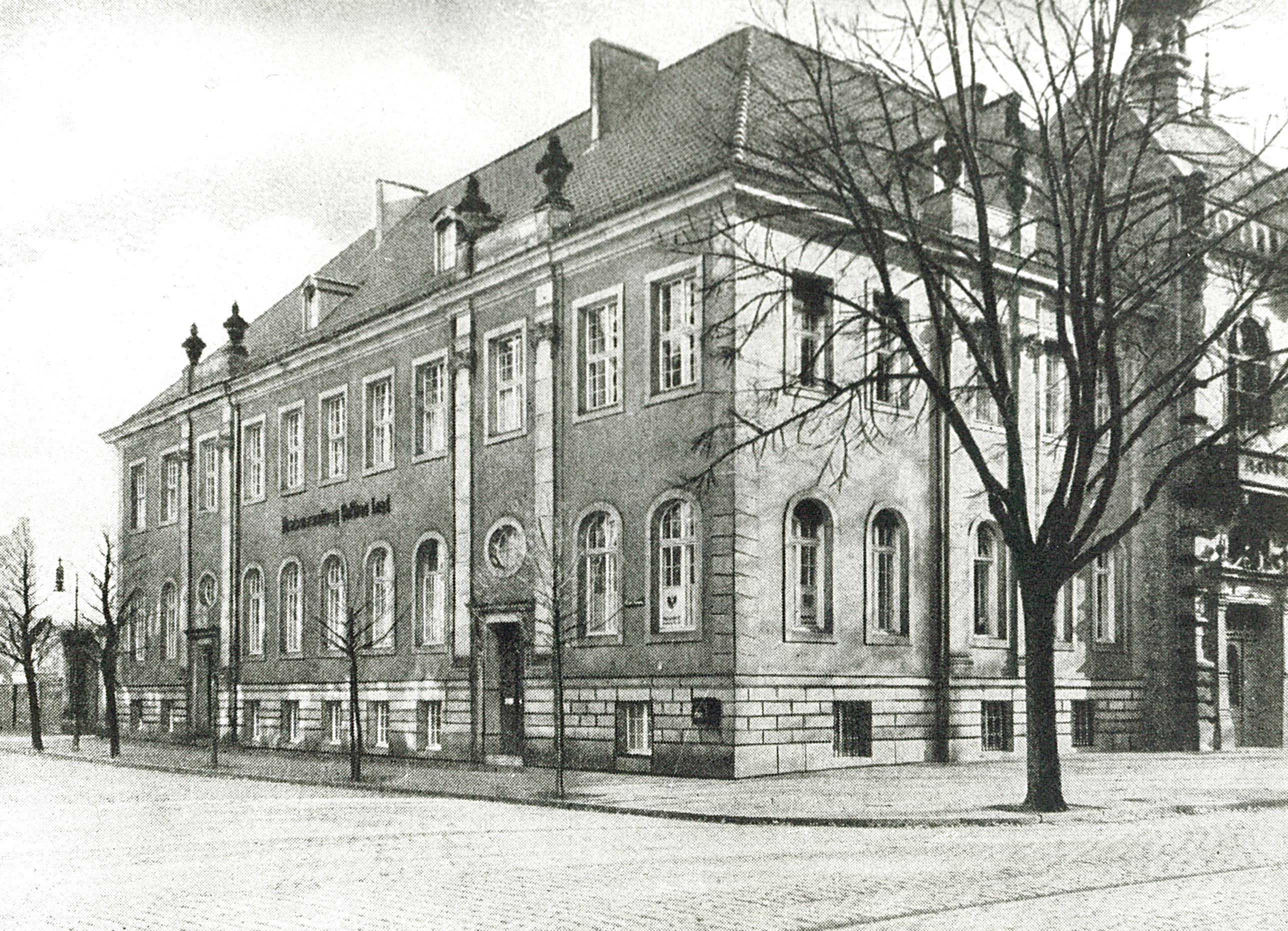
Kreissparkasse Cottbus, Rudolf-Breitscheid-Straße 12 (1908)
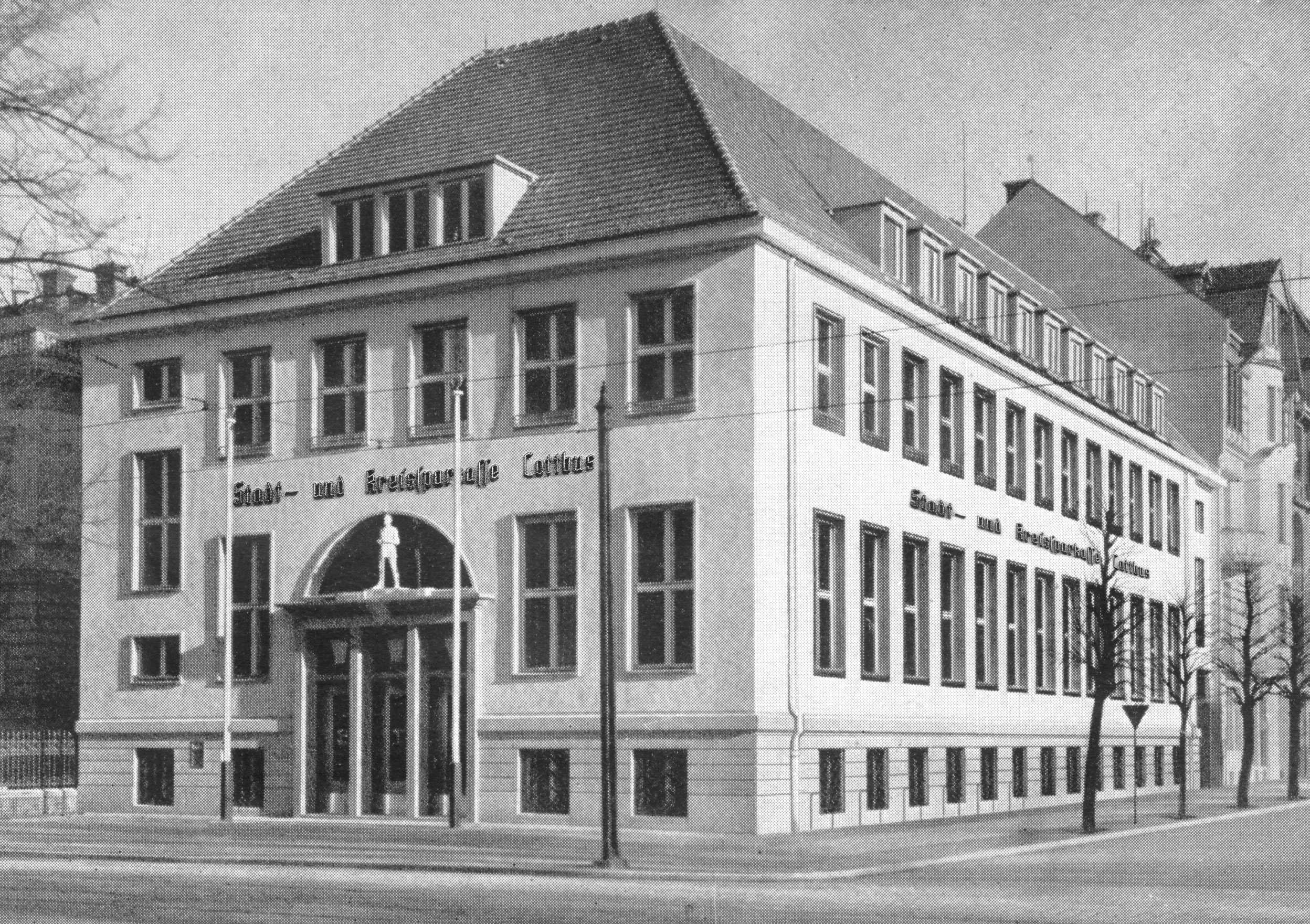
Kreissparkasse Cottbus, Bahnhofstraße 22 (1950)

### Die Sparkassen in Cottbus und Spree-Neiße bis 1914
Der Einlagenbestand erhöhte sich seit der Gründung kontinuierlich. Trotz zeitweiliger Senkung der Zinsen hatte die Verwaltung Mühe mit der Unterbringung des Geldstromes. 1840 gab sie erstmals Darlehen gegen Verpfändungen von Dokumenten und Inhaberpapieren. Bis 1842 fungierte die Sparkasse auch als Pfandleihe. Es wurden unter anderem Silberzeug, Talg und Wolle verpfändet. Im Jahr 1847 betrug der Einlagenbestand 401.553,99 Taler auf 2.284 Büchern. 1886 beteiligte sich die Sparkasse an der Finanzierung des Kasernenneubaus in der damaligen Kaiser-Friedrich-Straße (seit 1946 Karl-Liebknecht-Straße). 1905 erfolgte der Umzug der Cottbuser Sparkasse in das Stadthaus II in Cottbus Sandow (Sandower Straße 50) aufgrund des wachsenden Kundenverkehrs. Ebenfalls 1905 eröffnete die Sparkasse Guben als erste Sparkasse Deutschlands den Giro- und Scheckverkehr.

### Die Zeit der Weltkriege
Während des Ersten Weltkriegs stiegen die Einzahlungen weiter. Die staatliche Politik förderte das Sparen, denn Geld wurde zur Finanzierung des Krieges benötigt. 1917 vergab die Sparkasse 500.000 Mark als Darlehen an die Stadt zum Bau des Stadttheaters (heute Staatstheater Cottbus). Nach Kriegsende folgten Stillstand und Inflation. Die Weltwirtschaftskrise und Bankenkrise der Jahre 1929–1931 verstärkten den Druck. Nach der Machtübernahme durch die Nationalsozialisten im Jahr 1933 sollten die Sparkassen „Kraftquell der Nation“ wirken und das „Geld des kleinen Mannes“ für die Ideologie des Staates akquirieren. Nach dem Einmarsch der Roten Armee am 22. April 1945 in Cottbus blieben die Sparkassen bis zum 1. August 1945 geschlossen.

### Die Sparkasse in der DDR
Nach dem Krieg spaltete die Währungsreform das Finanzwesen in Deutschland. Für die volkseigen und einheitlich aufgestellten Sparkassen in der DDR hieß es, Geld sparen und der Volkswirtschaft zuführen. Sparen war sozialistische Bürgerpflicht. Das Möbel- und Bausparen wurde eingeführt, es gab Sparaufrufe u. a. zum FDJ-Sparen und Heiratssparen.
Die Stadtsparkasse übernahm 1950 die Hauptzweigstelle der Kreissparkasse in der Bahnhofstraße. Die Umbenennung der Sparkasse Cottbus in Stadt- und Kreissparkasse Cottbus erfolgte 1954. Im Jahr 1965 wurde der Giroverkehr eingeführt und damit bargeldloses Bezahlen mit Scheckheft, Überweisungs- und Daueraufträge wurden möglich. Der erste Geldautomat der Stadt Cottbus wurde 1989 in Betrieb genommen, die Geldkarte mit Passbild wurde eingeführt.

### Nach der Wende
Nach der Wende wurden die ostdeutschen Sparkassen wieder autonome Kreditinstitute in Gewährträgerschaft von Kommunen und Landkreisen. Sie mussten sich im freien Markt behaupten, der zunehmenden Konkurrenz im Bank- und Kreditgeschäft stellen. Im Jahr 1991 stellte die Cottbuser Stadt- und Kreissparkasse als erstes Kreditinstitut im Land die Datenverarbeitung um. 1992 nahmen Cottbuser Teams erstmals am Planspiel Börse teil. Die Eröffnung der neuen Hauptstelle am Cottbuser Breitscheidplatz folgte 1994.

### Die Sparkasse Spree-Neiße
Zum 1. Januar 1995 fusionierten die Sparkassen Cottbus, Forst, Guben und Spremberg zur Sparkasse Spree-Neiße. Im Jahr 1997 fand die Eröffnung des neuen Sitzes der Direktion Spremberg und der Geschäftsstelle „Lange Straße“ in Spremberg statt. 2001 wurde das Lobedanhaus mit Sparkassenmuseum eingeweiht und der Neubau der Direktion Guben sowie der Geschäftsstelle „Am Klosterfeld“ in Guben eröffnet. 2003 folgte die Einweihung des Hauptsitzes der Direktion Forst und der Geschäftsstelle „Cottbuser Straße“. Anlässlich des Jubiläums „850 Jahre Cottbus“ im Jahr 2006 gab die Sparkasse eine silberne und goldene Medaille in limitierter Auflage heraus. Die Kundeneinlagen überschritten 2008 erstmals den Wert von 2 Milliarden Euro, zwei Jahre später überstieg die Bilanzsumme erstmals 3 Milliarden Euro. Bis zum Jahr 2024 wuchs sie auf fast 5 Milliarden Euro.

## Sparkasse und Wirtschaft
Die Sparkasse Spree-Neiße unterstützt die regionale Wirtschaft, besonders das Handwerk nicht nur mit Krediten und Beratung, sie initiierte im Jahr 1991 zusammen mit der Handwerkskammer Cottbus die Handwerkerausstellung Cottbus, die als regionale Wirtschaftsmesse im Jahr 2020 ihr 30. Jubiläum feierte. Die Sparkasse Spree-Neiße fördert zudem den Lausitzer Existenzgünderpreis (LEX).

## Gesellschaftliches Engagement
Die Sparkasse Spree-Neiße ist größter nichtstaatlicher Kulturförderer in Cottbus und dem Landkreis Spree-Neiße. Gemeinsam mit der Ostdeutschen Sparkassenstiftung ebnete sie den Weg für viele Projekte von überregionaler Bedeutung. So wurde 2019 eine Opernproduktion des Fontane-Romans Effi Briest am Staatstheater Cottbus uraufgeführt. Ebenso förderte die Sparkasse die Restaurierung der historischen Salons im Schloss Branitz und die Gestaltung der neuen Dauerausstellung „Fürst Pückler. Ein Europäer in Branitz“. Ein bedeutendes Projekt im Jahr 2023 war die Restaurierung der Dorfkirche Steinitz, was in Zusammenarbeit mit der ostdeutschen Sparkassenstiftung geschah.
Weiterhin setzt sie sich für die Bewahrung der regionalen Geschichte ein, indem sie Heimatvereine in ihrer Arbeit, Heimatfeste in Stadt und Land und besondere regionale Höhepunkte wie die Spreewälder Sagennacht am Bismarckturm in Burg unterstützt.
Zudem würdigt sie das Ehrenamt, engagiert sich im Breiten- genauso wie im Spitzensport mit Spenden- und Sponsorenaktivitäten und richtet gemeinsam mit der Stadt Cottbus die jährliche Sportgala in der Hauptstelle in Cottbus aus. Ein weiterer Bereich sind Kinder- und Jugendprojekte, wie der bundesweite Nachwuchswettbewerb Jugend musiziert oder die jährliche Mathematikolympiade.
Im Jahr 2023 unterstützte sie mit insgesamt knapp 1,4 Millionen Euro über 460 gemeinnützige Aktionen, Projekte und Initiativen in den Bereichen Kunst und Kultur, Sport und Soziales. Im Rahmen der Zweckertragsausschüttung aus dem PS-Lotterie-Sparen werden jeweils im Frühjahr und Herbst Gelder an Vereine in Cottbus und im Landkreis Spree-Neiße vergeben.
2020 vergab die Sparkasse an den rechtsradikalen verurteilten Betrüger Daniel G. einen Kredit zum Kauf des Gasthauses „Deutsches Haus“. Es wurde Ende 2023 wieder geschlossen.

## Bildergalerie

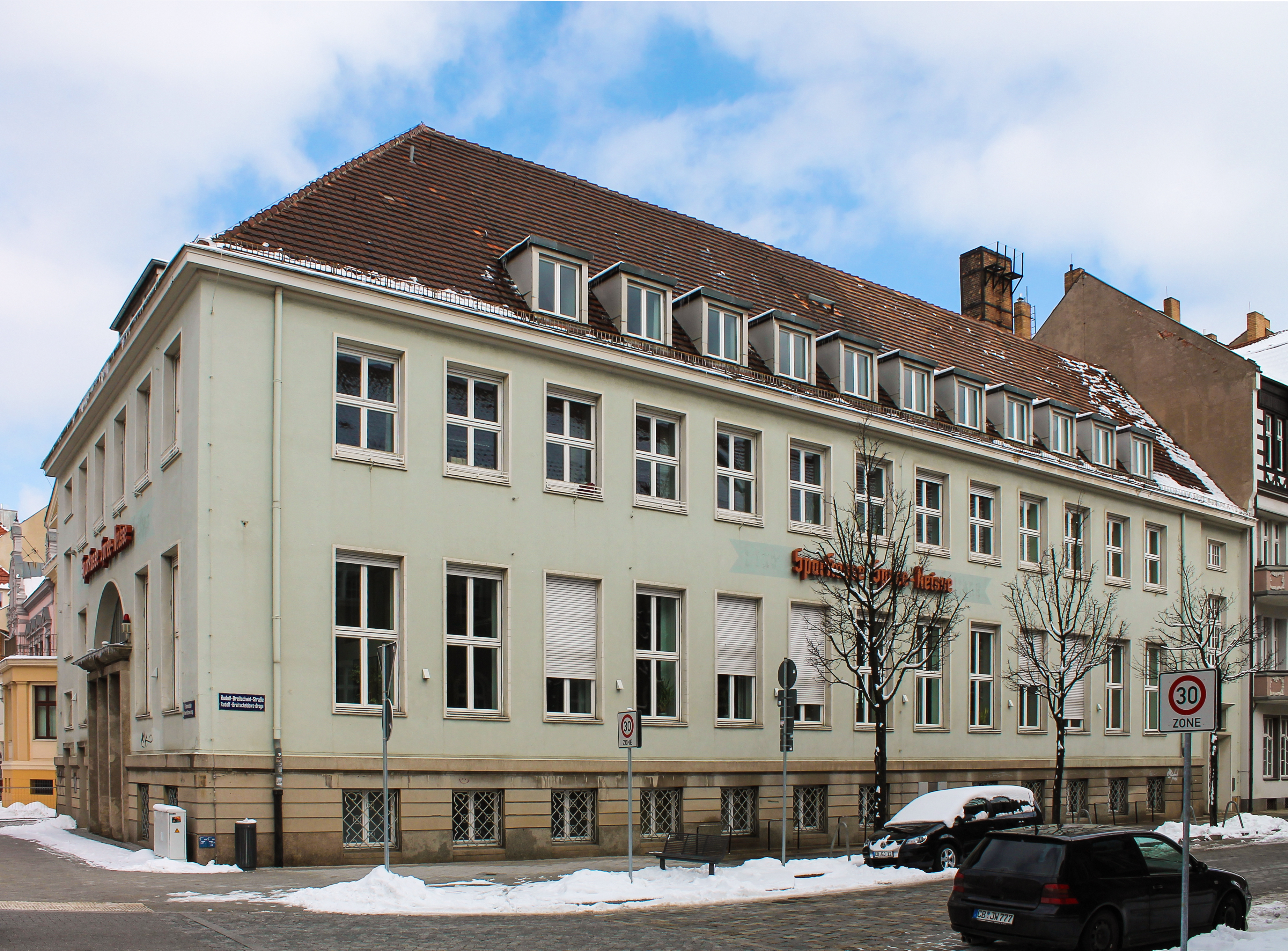
Historisches Sparkassen-Gebäude in der Bahnhofstraße in Cottbus
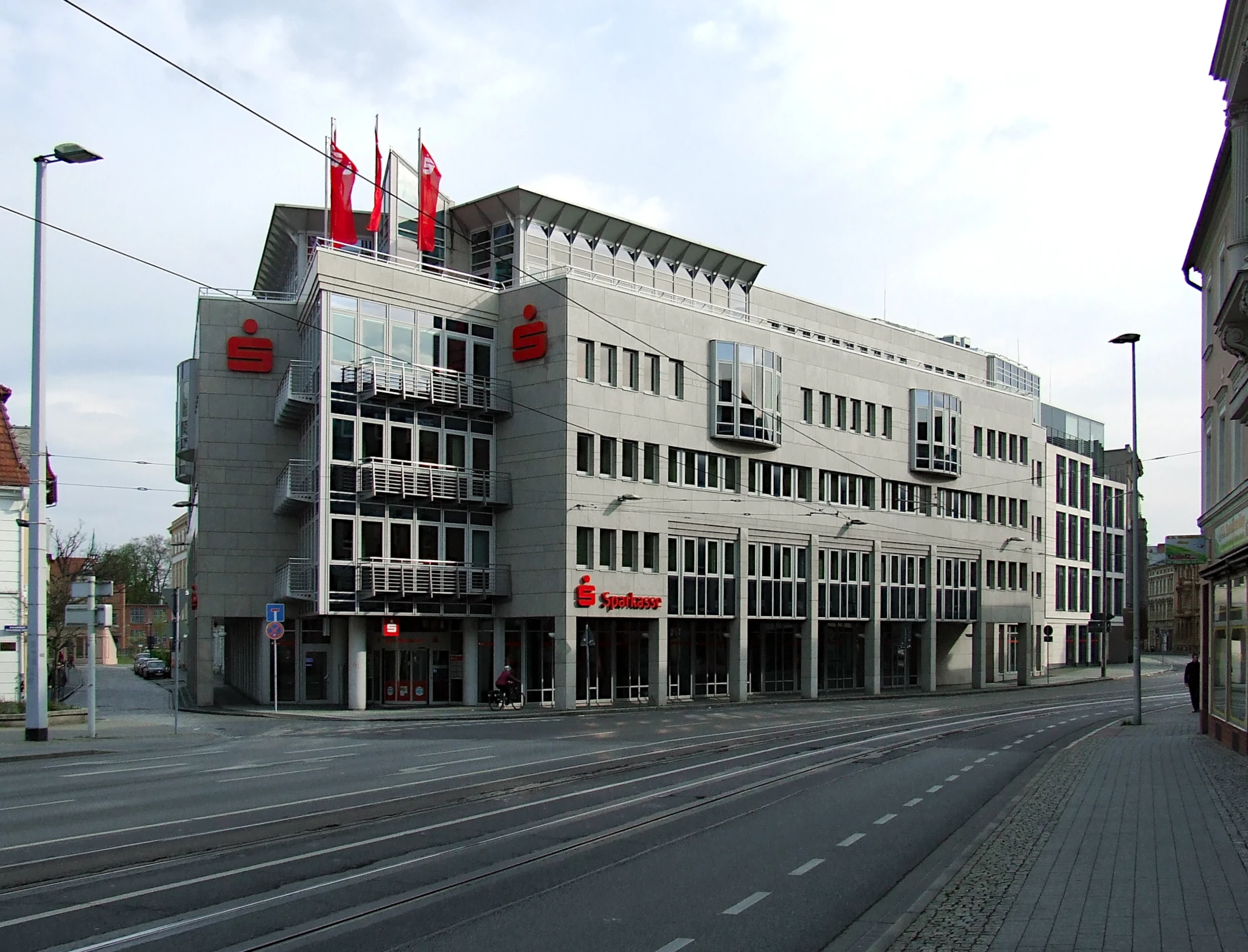
Geschäftsstelle Breitscheidplatz und Hauptsitz, Breitscheidplatz 3 in Cottbus
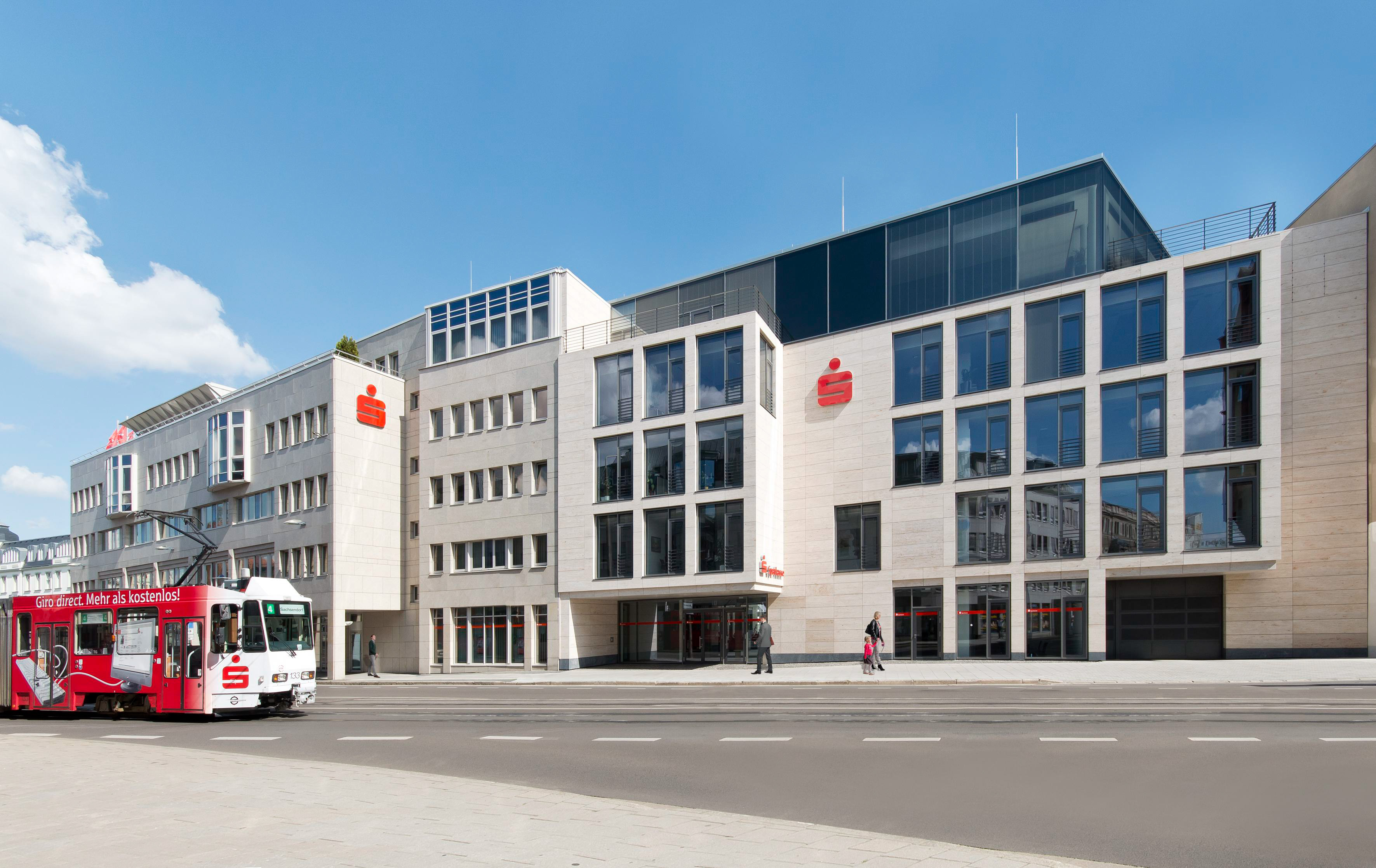
Anbau der Hauptgeschäftsstelle
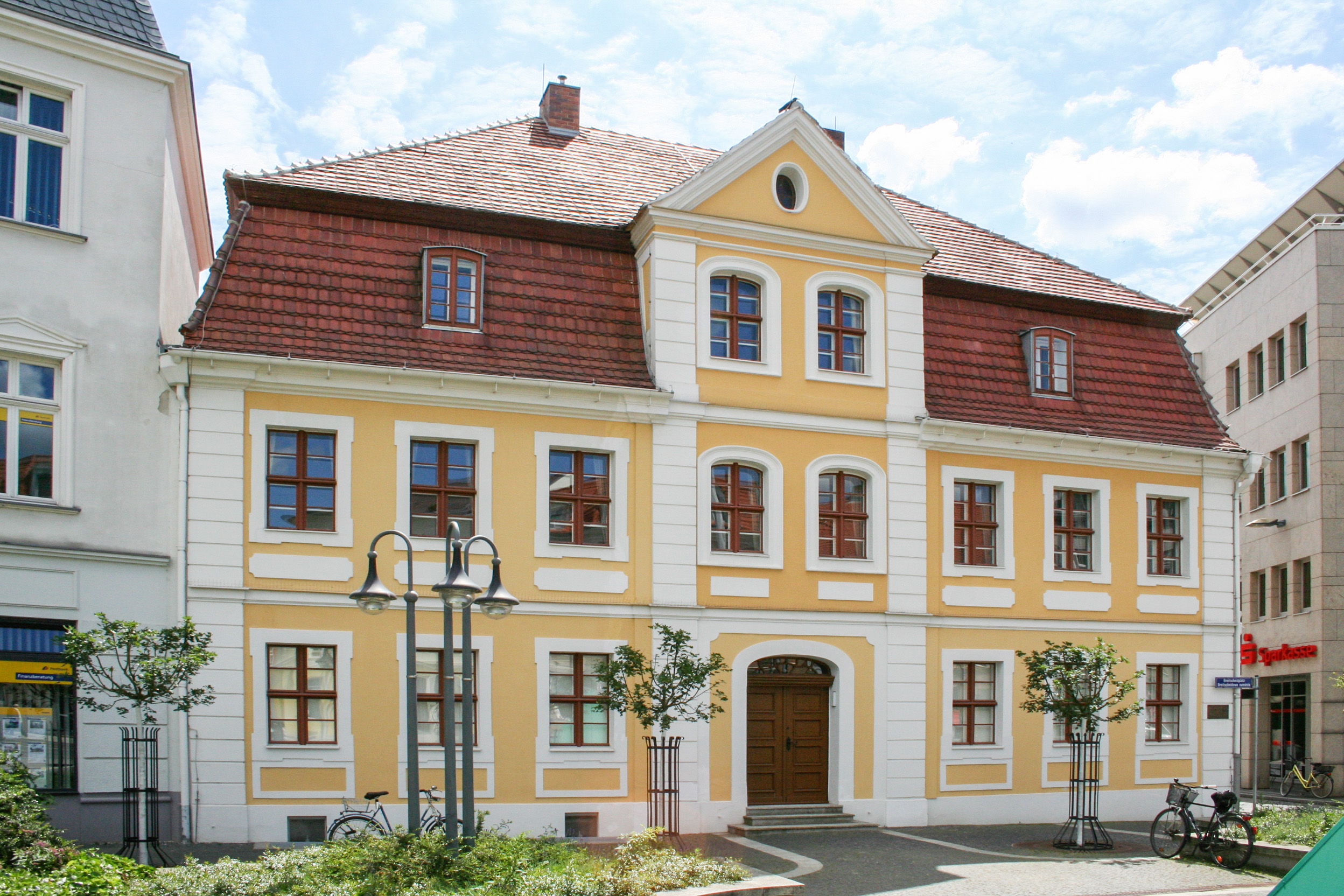
Museum und Veranstaltungshaus der Sparkasse Spree-Neiße
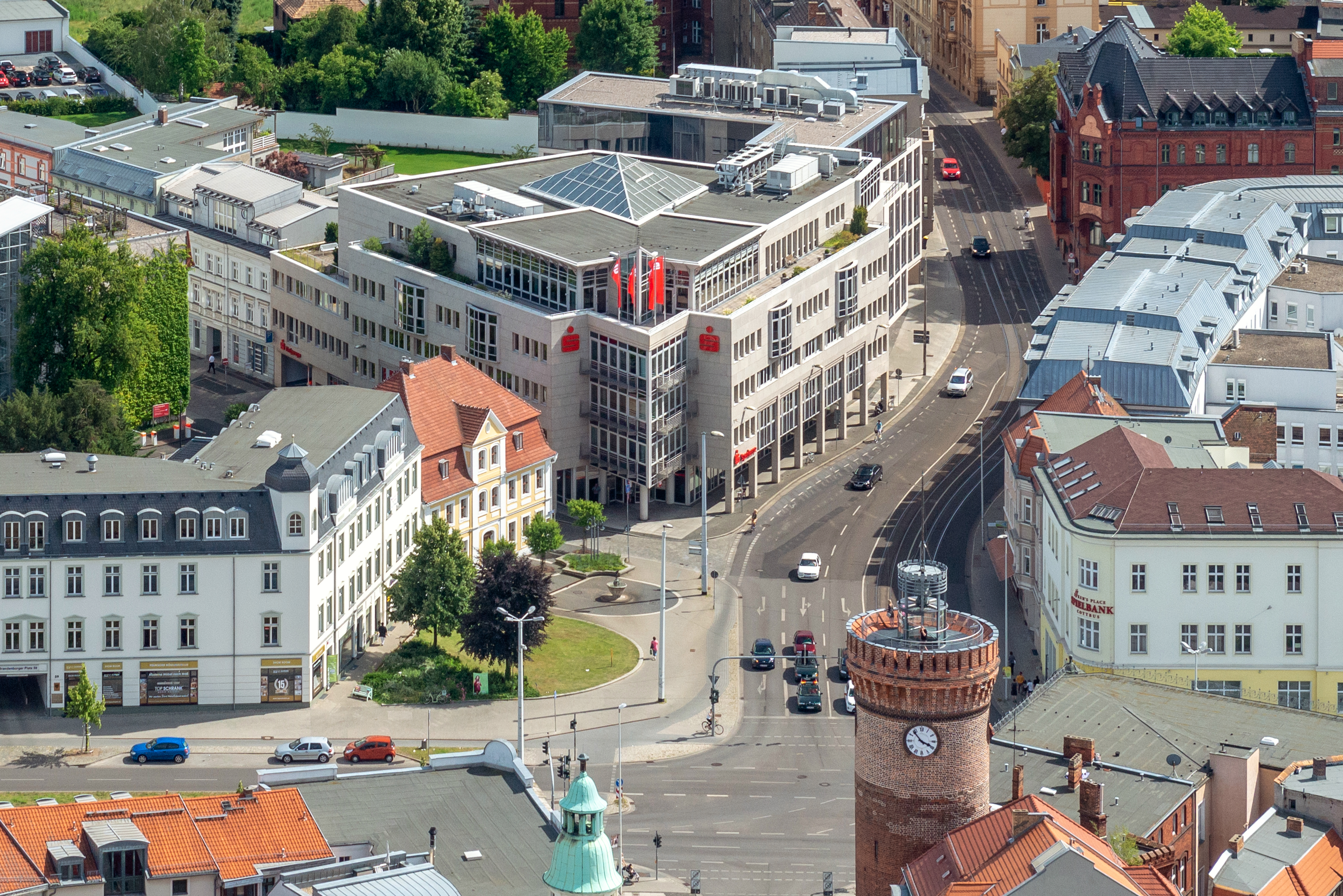
Luftbild der Sparkasse Spree-Neiße in Cottbus
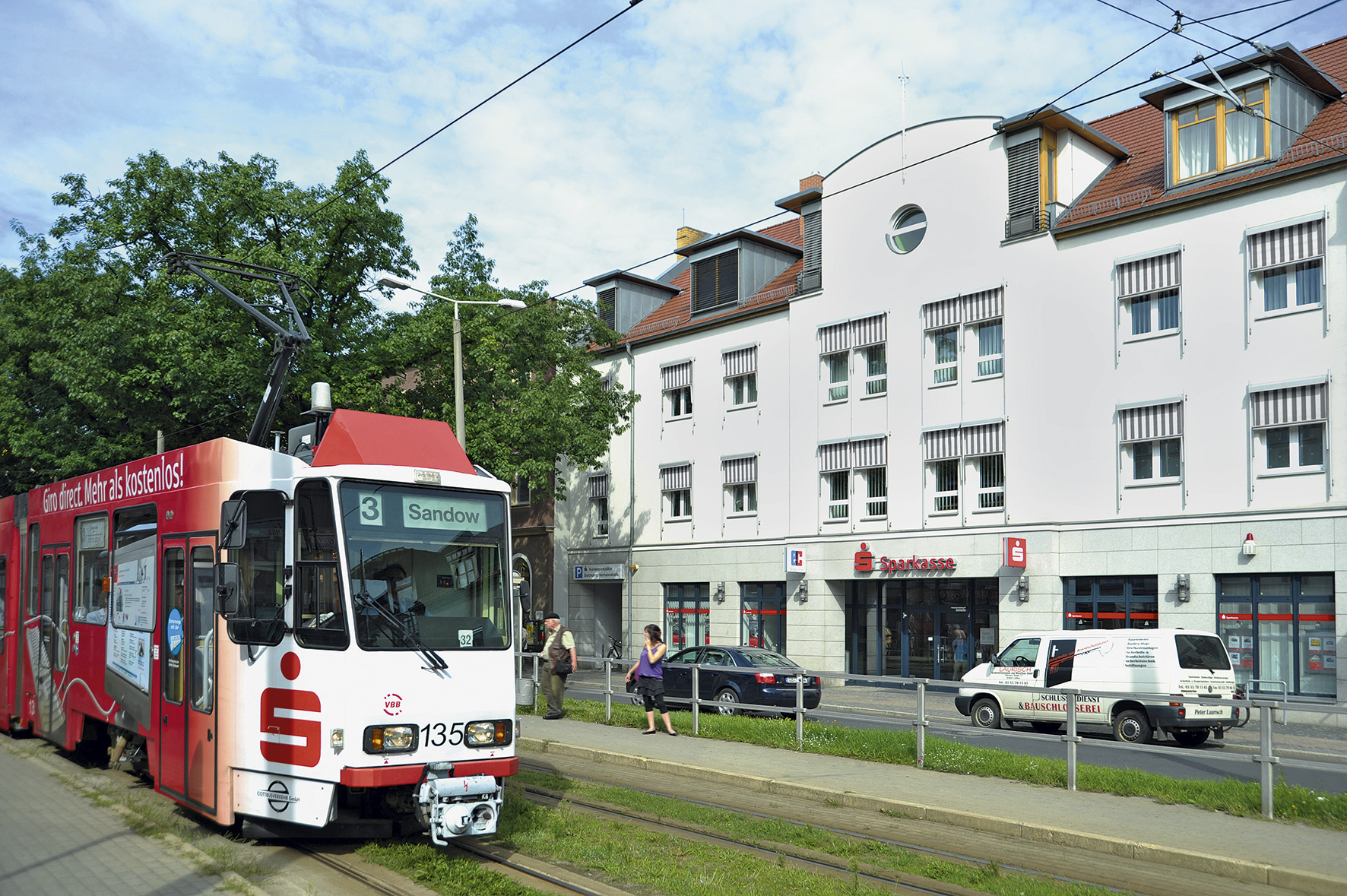
Geschäftsstelle Cottbus-Sandow
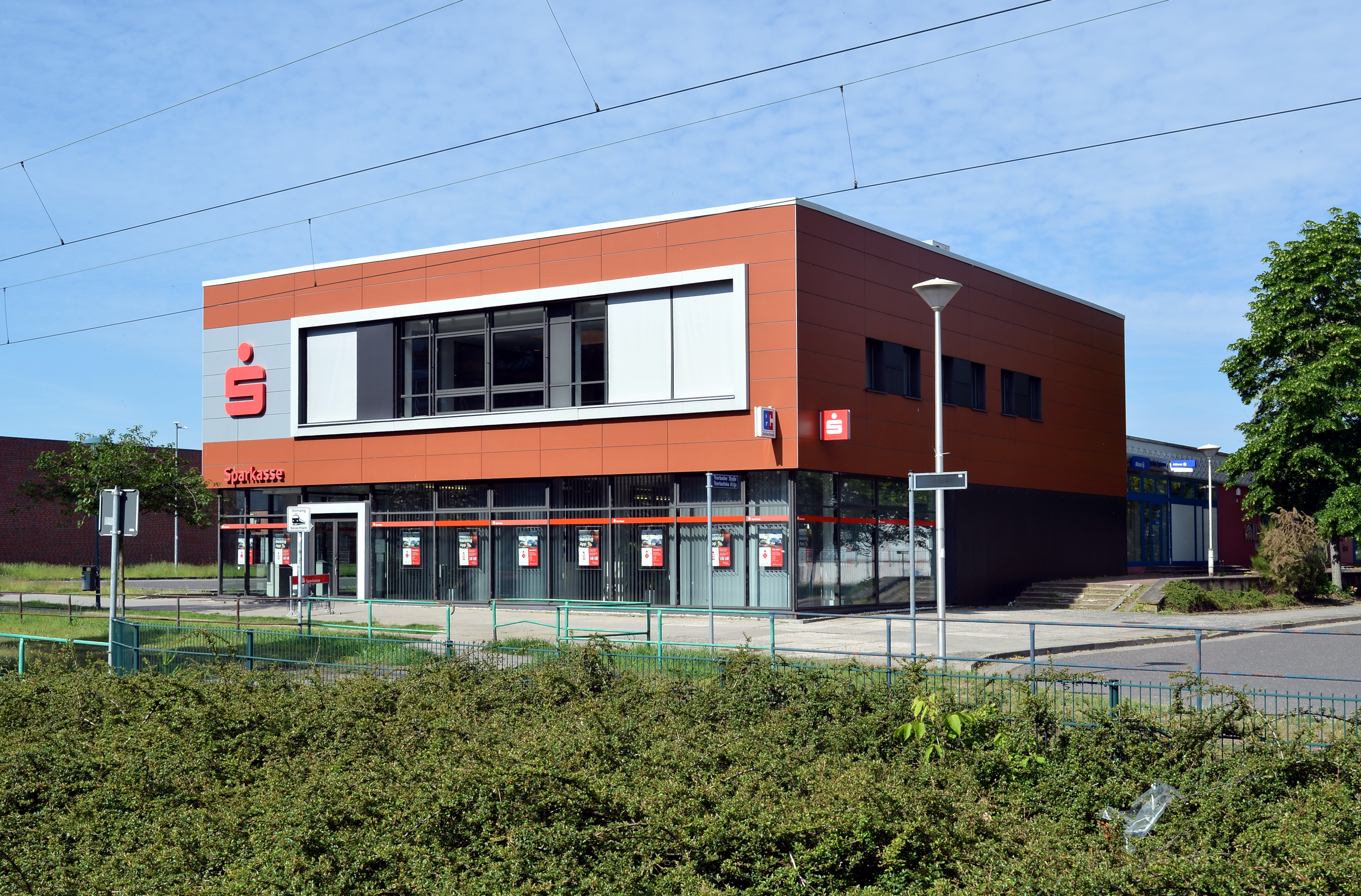
Geschäftsstelle Cottbus-Sachsendorf
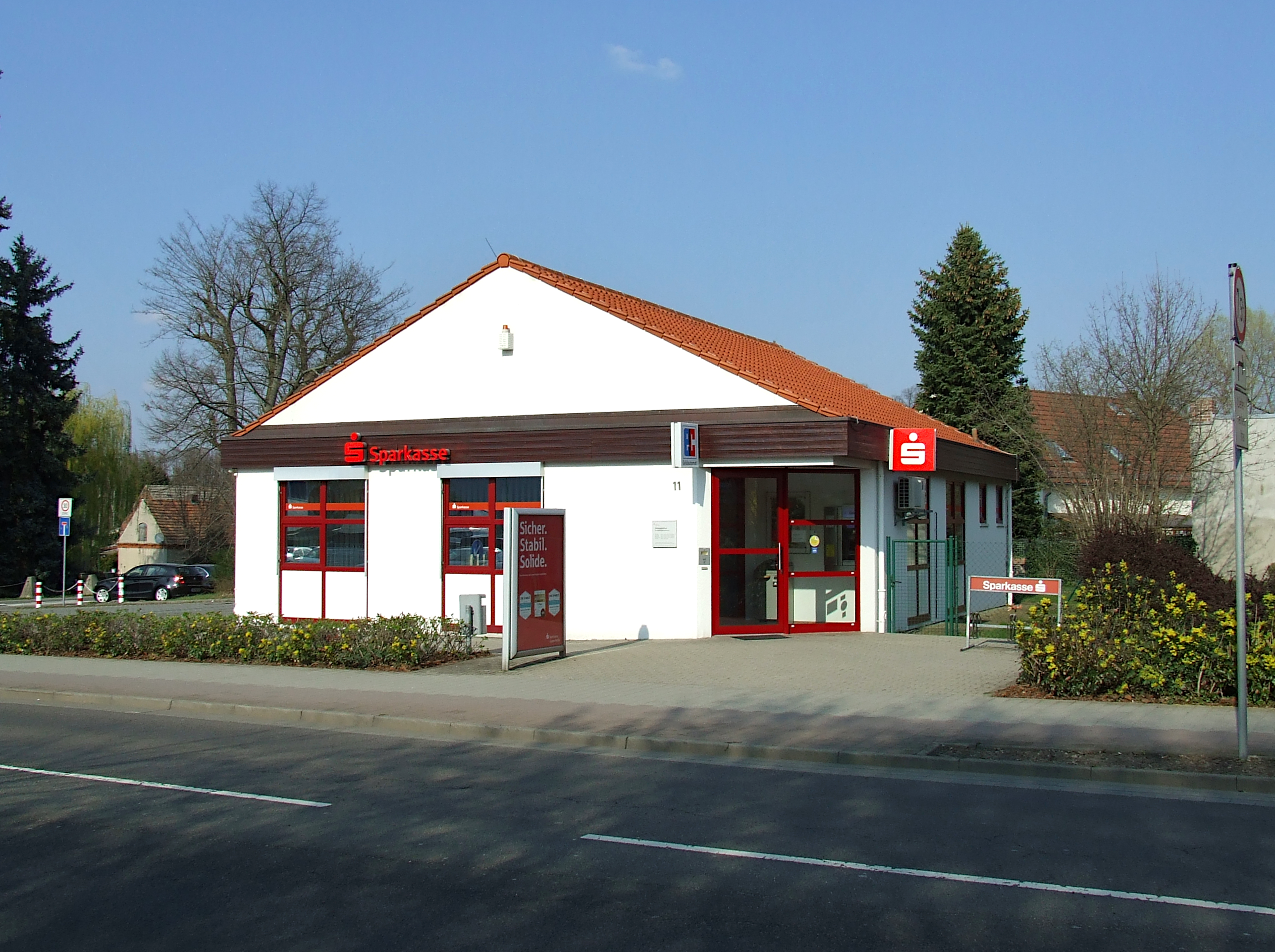
Geschäftsstelle Cottbus-Gallinchen
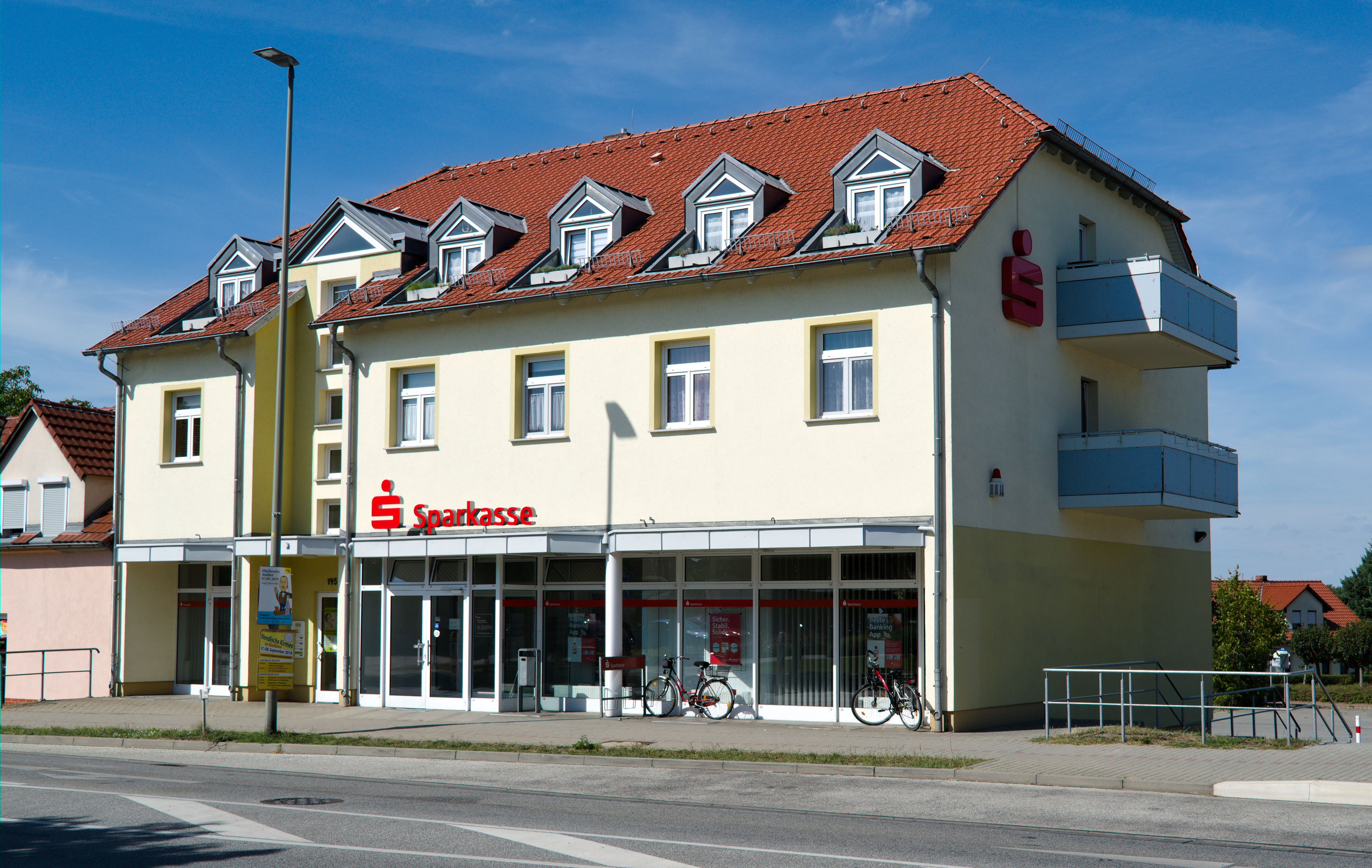
Geschäftsstelle Kolkwitz
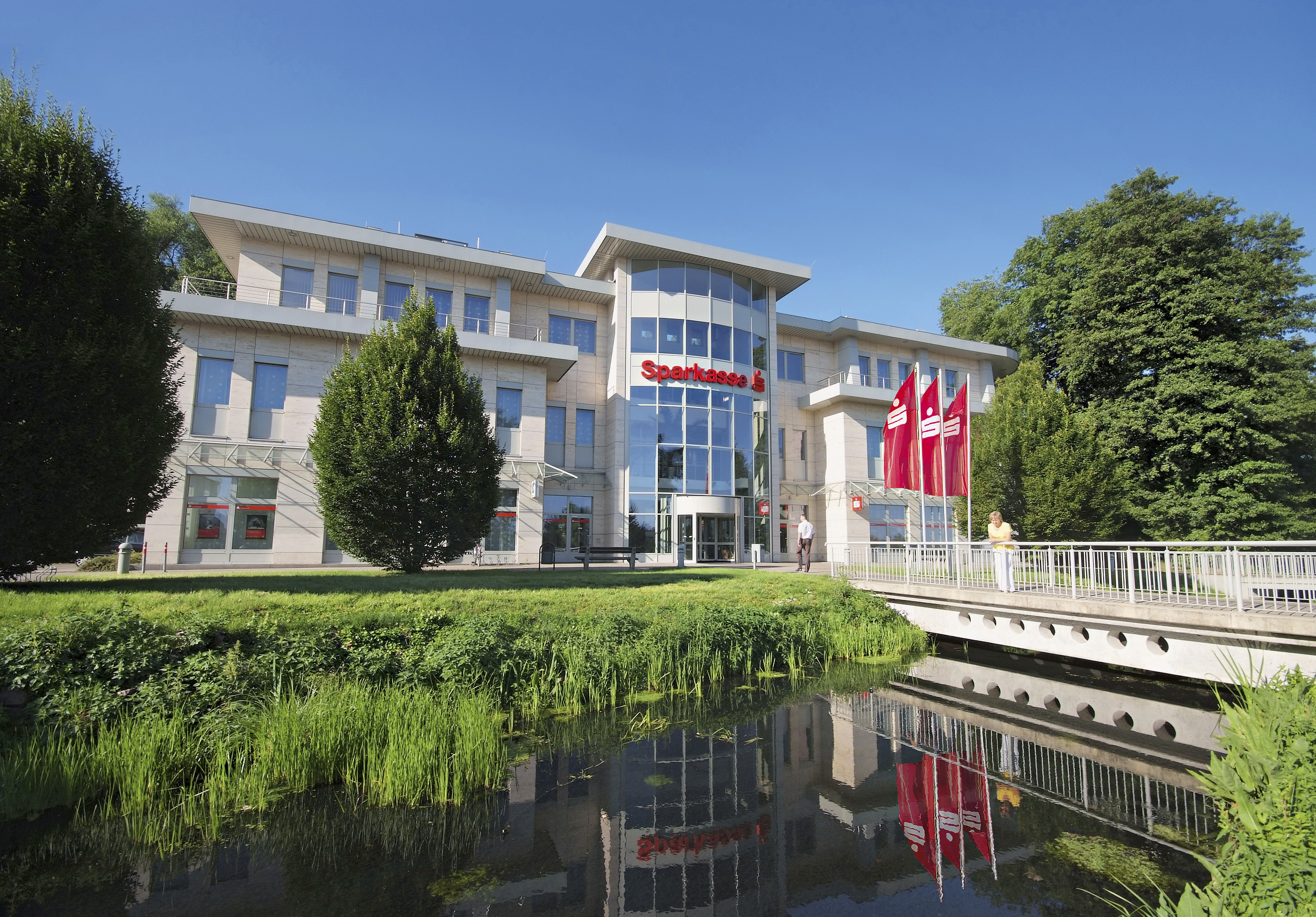
Direktion der Sparkasse Spree-Neiße in Guben